# 슈퍼 마리오브라더스 원더
《슈퍼 마리오브라더스 원더》는 닌텐도 기획제작본부가 개발하고 닌텐도가 배급한 횡스크롤 플랫폼 게임이다. 2012년 《뉴 슈퍼 마리오 브라더스 U》 이후 처음으로 발매된 횡스크롤 《슈퍼 마리오》 게임으로, 닌텐도 스위치 플랫폼으로 개발돼 2023년 10월 20일 발매됐다.
게임플레이는 전체적으로 《뉴 슈퍼 마리오브라더스》 시리즈의 틀을 따라가나, 새로운 파워업 원더플라워를 획득하면 스테이지 형태가 바뀌는 '원더' 현상 등 신요소들이 존재한다.

## 출시
《슈퍼 마리오브라더스 원더》는 2023년 6월 21일자 닌텐도 다이렉트에서 처음 공개됐다.

## 평가
《슈퍼 마리오브라더스 원더》는 리뷰 애그리게이터 웹사이트 메타크리틱에서 92/100점을 기록해 "전폭적인 호평"을 받았다. 오픈크리틱에서 평가의 98%가 게임을 추천했다.

## 참조

### 주해
1. ↑  영어: Super Mario Bros. Wonder, 일본어: スーパーマリオブラザーズ ワンダー
2. ↑  Based on 122 reviews, 116 (95%) of which are "positive", 1 (1%) is "mixed", and the remaining are unscored
3. ↑  Based on 100 reviews